# Fortior Mahajanga
Fortior de la Côte Ouest Mahajanga w skrócie Fortior Mahajanga – madagaskarski klub piłkarski z siedzibą w Mahajandze, występujący niegdyś w pierwszej lidze madagaskarskiej.

## Sukcesy
- I liga[1]:
  - mistrzostwo (2):  1972, 1979.

- Puchar Madagaskaru[2]:
  - zwycięstwo (5):  1974, 1975, 1976, 1977, 1985.

## Występy w afrykańskich pucharach
| Sezon | Rozgrywki                 | Runda   | Kraj    | Klub                              | Dom | Wyjazd | Dwumecz |
| ----- | ------------------------- | ------- | ------- | --------------------------------- | --- | ------ | ------- |
| 1973  | Puchar Mistrzów           | wstępna | Lesotho | Lesotho Mounted Police Service FC | 5–1 | 1–2    | 6–3     |
| 1973  | Puchar Mistrzów           | 1       | Zambia  | Kabwe Warriors                    | 0–3 | 0–4    | 0–7     |
| 1975  | Puchar Zdobywców Pucharów | 2       | Zambia  | Mufulira Wanderers                | –   | –      | –       |
| 1976  | Puchar Zdobywców Pucharów | wstępna | Malawi  | Bata Bullets FC                   | 0–4 | 4–2    | 4–6     |
| 1978  | Puchar Zdobywców Pucharów | wstępna | Malawi  | Sucoma Chikwawa                   | 1–0 | 1–1    | 2–1     |
| 1978  | Puchar Zdobywców Pucharów | 1       | Zambia  | Mufulira Wanderers                | 1–1 | 1–3    | 2–4     |
| 1980  | Puchar Mistrzów           | 1       | Malawi  | Limbe Leaf Wanderers FC           | –   | –      | –       |
| 1980  | Puchar Mistrzów           | 2       | Zair    | AS Bilima                         | 1–1 | 1–3    | 2–4     |
| 1986  | Puchar Zdobywców Pucharów | wstępna | Lesotho | Lesotho Paramilitary Forces FC    | 3–2 | 0–0    | 3–2     |
| 1986  | Puchar Zdobywców Pucharów | 1       |         | Miembeni SC                       | 2–2 | 0–1    | 2–3     |
| 1987  | Puchar Zdobywców Pucharów | wstępna | Lesotho | Lesotho Defence Force FC          | 2–0 | 2–3    | 4–3     |
| 1987  | Puchar Zdobywców Pucharów | 1       | Zambia  | Nchanga Rangers                   | 2–2 | 1–2    | 3–4     |

## Stadion
Domowe mecze klub rozgrywa na stadionie o nazwie Stade Alexandre Rabemananjara w Mahajandze, który może pomieścić 2000 widzów.